# Servio Sulpicio Pretextato
Servio Sulpicio Pretextato (en latín, Servius Sulpicius Praetextatus) fue un político de la Antigua Roma cuatro veces tribuno consular en los años 377 a. C., 376 a. C., 370 a. C., y 368 a. C.. 
Se casó con la hija mayor de Marco Fabio Ambusto y se dice que la hija menor de Fabio, que estaba casada con el plebeyo Cayo Licinio Estolón, instó a su marido para adquirir el consulado para los plebeyos, ya que estaba celosa de los honores que recibía el esposo de su hermana. Niebuhr ha señalado la inutilidad y contradicciones en esta historia.